# 8 mm
8 mm, també conegut com a 8 normal o doble 8, és un format cinematogràfic de 8 mm d'ample, creat per convertir-se en el suport de cinema familiar per excel·lència. Va néixer amb el nom de "Kodak Ciné Eight". És també conegut com a estàndard 8.
Va néixer amb la finalitat de posar a la disposició dels consumidors una pel·lícula barata per poder plasmar els records familiars. I es va convertir en un suport capaç de ser el mitjà d'expressió de cineastes i aficionats.

## Origen
Aquest format cinematogràfic va ser creat per la companyia Kodak i presentat el 1932. La seva concepció va ser a partir del format de 16 mm creat per la mateixa companyia i que va aparèixer en 1923. Es va pensar a crear una nova pel·lícula més barata i destinada a la filmació de pel·lícules familiars. La idea va ser la d'aprofitar els recursos creats pel 16 mm. D'aquesta manera la maquinària per elaborar la pel·lícula i per processar-la era la mateixa.

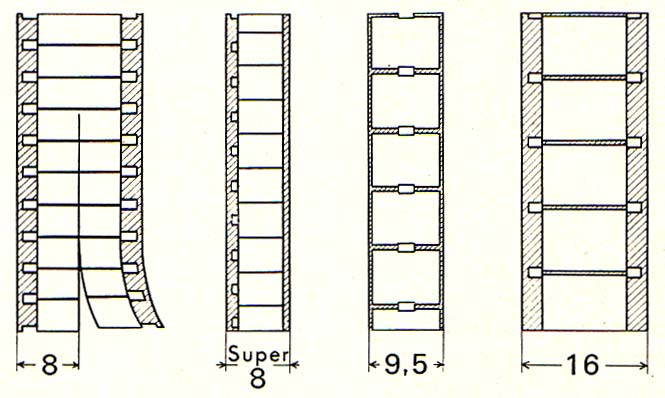
Els formats subestándar més populars.

El directe competidor d'aquesta nova pel·lícula era el 9,5 mm, que va ser creat per la casa francesa Pathé Frères a principis dels anys 20. A l'ésser el seu pas menor i, per punt, la seva qualitat d'imatge menor, va ser infravalorat pels aficionats a altres formats. Més amb el temps, es va convertir hegemònic.

## Apogeu
Els anys 50 van ser esplendorosos per al Doble 8. Van aparèixer al mercat moltes càmeres que van anar incorporant avenços tècnics. De les càmeres de corda, es va passar a les càmeres accionades per un micromotor elèctric. De les càmeres amb un control manual de l'exposició, es va passar a les càmeres amb control semiautomàtic per cèl·lula de Seleni i, després, a les càmeres amb control automàtic de cèl·lula fotoresistente de Sulfur de Cadmi.
A més, les càmeres van incorporar els objectius zoom, amb la qual cosa les torretes de 2 o 3 objectius van quedar obsoletes. I a poc a poc, les càmeres van anar incorporant el visor de tipus rèflex. Van ser fabricades tota una plaga de càmeres esplèndides.

## Declivi
El declivi d'aquest format en l'àmbit domèstic comença a partir de 1965, quan la casa Eastman Kodak va presentar un nou format cinematogràfic: el Super-8. Aquest no era més que una millora del Doble 8, per aconseguir una major qualitat d'imatge i facilitat d'ús. A partir d'aquest any, les diferents marques comercials d'aparells cinematogràfics, van llançar les seves noves càmeres i projectors de Súper 8. En el mateix any, Fuji també va presentar la seva resposta al nou invent de Kodak llançant el sistema Single 8 que encara que feia ús exactament del mateix tipus de pel·lícula que el Súper 8, aquesta venia en un tipus de cartutx totalment diferent pel que les càmeres no eren compatibles, encara que sí ho eren els projectors. En les tendes habituals de fotografia la pel·lícula va estar disponible per a Doble 8 fins a finals dels anys 80, però avui dia és fàcil trobar molts tipus de pel·lícula diferent per a aquest i els altres formats de 8 mil·límetres en tendes especialitzades o a través d'Internet.

## La pel·lícula
Va ser anomenada Doble 8, arran de l'aparició en 1965 del format Super-8, amb qui compartia la característica d'usar una pel·lícula de 8 mm d'ample. L'amplada de la pel·lícula és de 7,975 mm, +/-0,05. El fotograma o imatge impressionada ocupa una superfície de 4,90 x 3,60 mm. La imatge de projecció sempre és menor, projectant-se una superfície de la pel·lícula de 4,55 x 3,40 mm. La perforació per a l'arrossegament de la pel·lícula és de la mateixa grandària que pel 16 mm. I aquesta està disposada en el lateral de la pel·lícula i justa a meitat d'altura respecte del fotograma.
Per a la presa de vistes, la pel·lícula se serveix en bobines de 7,5 m de llarga i 16 mm d'ample. Es tracta de pel·lícula de 16 mm, però amb el doble de perforacions laterals. La pel·lícula s'enfila en la càmera, de tal manera que l'objectiu enfoca la meitat de la pel·lícula. Quan s'ha exposat el rotllo de 7,5 m de longitud d'una banda, se li dona la volta i s'exposa l'altra meitat. En el laboratori es revela la pel·lícula i es divideix per la meitat. Llavors, s'uneix un extrem amb l'altre i es retorna a l'usuari un rotllo de 15 metres de llarg i 8 mm d'ample.

## El "Single 8"
Com a contraposició al sistema de bobines descrit amb pel·lícula de 16 mm d'ample, van aparèixer càmeres ideades per a bobines o cartutxos amb pel·lícula de 8 mm d'ample. La primera càmera amb pel·lícula de 8 mm d'ample va ser fabricada per la Bell & Howell: la Bell & Howell 127 A. I al sistema se'l va anomenar "Straight 8". El 1936 la Universal Camera Corpopration va posar a la venda la càmera Univex A-8, que enia un cartutx que contenia 9 metres de pel·lícula fabricada per la Gevaert de Bèlgica. Més tard, el 1939, la Revere Camera Company va presentar una càmera que també usava un cartutx amb pel·lícula de 8 mm d'ample: la Revere C8 Super Eight.
El 1947, la Briskin Camera Corporation va llançar la càmera Briskin 8. Altres fabricants van crear càmeres per a pel·lícula de 8 mm d'ample, encara que la majoria es va decantar per la bobina amb pel·lícula de 16 mm. El nom "single 8" va quedar fixat per contraposar-ho al "double 8".
El cartutx seria determinant per al nou format Super-8 aparegut en 1965. I cal pensar que en aquests anys la Vaig ser Photo Film estava dissenyant un sistema per a les seves càmeres de 8 mm al que anava a anomenar "Single 8" per contraposar-ho al Doble 8. Amb això pretenia facilitar l'ús dels tomavistes entre els aficionats. Però en aparèixer el Súper 8, va decidir ficar aquest nou format en els seus acabats de dissenyar cartutxos.